# Anolis brunneus
Anolis brunneus este o specie de șopârle din genul Anolis, familia Polychrotidae, descrisă de Cope 1894. Conform Catalogue of Life specia Anolis brunneus nu are subspecii cunoscute.